# Рачковський Леонід Іванович
Леонід Іванович Рачковський (рос. Леонид Иванович Рачковский) — радянський господарський, державний і політичний діяч, Герой Соціалістичної Праці.

## Біографія
Народився в 1904 році в селі Богданово. Член ВКП(б).
З 1930 року — на господарській, громадській і політичній роботі. У 1930—1964 рр. — десятник лісозаготівель Тальянського мехліспункту Широкопадського ліспромгоспу тресту «Востсиблес» Іркутської області, в РСЧА, майстер лісу Широкопадського ліспромгоспу.
Указом Президії Верховної Ради СРСР від 5 жовтня 1957 року присвоєно звання Героя Соціалістичної Праці з врученням ордена Леніна і золотої медалі «Серп і Молот».
Обирався депутатом Верховної Ради РРФСР 5-го скликання.
Помер у 1983 році.